# Marie Eline
Marie Eline (27 de febrero de 1902 – 3 de enero de 1981) fue una actriz de cine mudo y hermana de Grace Eline.  Apodada "The Thanhouser Kid", comenzó a actuar en Thanhouser Company en New Rochelle, New York, a la edad de 8 años, protagonizó más de 100 películas entre 1910 y 1914.